# Klemens von Waldkirch
Klemens August Graf von Waldkirch (* 7. Februar 1806 in Mannheim; † 15. Dezember 1858 in München) war ein bayerischer Diplomat und Staatsmann.

## Leben
Der Sohn des bayerischen Geheimrats Clemens August Graf von Waldkirch studierte Rechtswissenschaften in Heidelberg und München. Er wurde 1825 Mitglied des Corps Saxo-Borussia Heidelberg und des Corps Palatia München.
1835 wurde er Legationssekretär bei der bayerischen Botschaft in Berlin. Von 1837 bis 1841 war er Geschäftsträger in Athen am Hof von König Otto von Griechenland.
Danach wurde er im diplomatischen Dienst in Dresden, der Hauptstadt des Königreiches Sachsen und schließlich am Hof des Großherzogtums Sachsen-Weimar-Eisenach eingesetzt, wo er 1845 zum Ministerresidenten aufstieg.
Von 1847 bis 1848 war er außerordentlicher Gesandter und bevollmächtigter Minister in Karlsruhe, der Hauptstadt des Großherzogtums Baden. Vom 14. März 1848 bis zum 29. April 1848 amtierte er als Staatsrat und Ministerverweser des Ministeriums des Äußeren zwischen den Amtsperioden der bayerischen Außenminister Ludwig von Oettingen-Wallerstein und Otto von Bray-Steinburg.
Waldkirch war mit Mathilde, geborene Freiin von Magerl verheiratet. 
Die gemeinsame Tochter Wilhelmine (1844–1899) war mit Ludwig Freiherr von Malsen, Oberstkämmerer, verheiratet. Diese Ehe brachte den Erben des Waldkirch’schen Familienfideikommisses hervor, Konrad Freiherr von Malsen-Waldkirch (1869–1913).
Die gemeinsame Tochter Irene hatte sich am 27. Mai 1882 in zweiter Ehe mit dem späteren bayerischen General der Infanterie Christoph von Godin verheiratet.